# Ken Lloyd
Kentaro James Shibuya Lloyd, född 1976 i London, bättre känd som Ken Lloyd, är en brittisk-japansk sångare, musiker och låtskrivare. Han är känd som sångare och frontman i japanska rockbanden Fake? och Oblivion Dust samt electronicagruppen Atom on Sphere. Då Ken talar både engelska och japanska lika flytande, använder han båda språken i musiken han skriver.
Ken Lloyds far är engelsk advokat och hans mor är japanska, vilket gjorde att han tillbringade sin uppväxt både i England och Japan. Efter att ha gått ut skolan i England flyttade han till Japan för att studera på universitet. Efter en tid avbröt han studierna för att istället satsa på en karriär som musiker, då började Ken lira i bandet Oblivion Dust som sångare och gitarrist. Vilket gjorde att föräldrarna i början blev oroliga för hans framtid.
Ken Lloyd har även arbetat som VJ på MTV Japan inom programmet British Code, men la ner det yrket för att satsa allt på Oblivion Dust. I september 2001 splittrades Oblivion Dust och därefter grundade han bandet Fake? 
Sedan 2007 är Oblivion Dust återförenade och Ken Lloyd är numera aktiv i båda banden. Sedan 2011 blev det klart att Ken även blir sångare i bandet Atom on Sphere som har en mer electro/triphop/syntpop-inriktad musikstil.